# 巴尔格海姆
巴尔格海姆是德国巴登-符腾堡州的一个市镇。总面积7.61平方公里，总人口1151人，其中男性590人，女性561人（2011年12月31日），人口密度151人/平方公里。